# Lê Hồng Phương
Lê Hồng Phương (1954-2021), tên gọi khác: Lê Minh Hải, nguyên là Phó Bí thư Thường trực Tỉnh ủy tỉnh Đồng Nai, Trưởng đoàn Đại biểu Quốc hội tỉnh Đồng Nai, đại biểu Quốc hội Việt Nam khóa XI, thuộc đoàn đại biểu Đồng Nai.

## Tiểu sử
Lê Hồng Phương tên thường gọi là Lê Minh Hải, sinh ngày 15 tháng 5 năm 1954, người dân tộc Kinh, quê quán tại phường Tân Bình, thành phố Dĩ An, tỉnh Bình Dương.
Ông có học vấn Cử nhân Luật, Cử nhân Xây dựng Đảng chính quyền Nhà nước, Cử nhân kinh tế.
Ông từng là đại biểu Quốc hội Việt Nam khóa XI thuộc đoàn đại biểu Đồng Nai, ủy viên Ủy ban Về các vấn đề xã hội của Quốc hội, Trưởng Đoàn đại biểu Quốc hội tỉnh Đồng Nai.
Ông mất ngày ngày 7 tháng 5 năm 2021, thọ 68 tuổi.

## Khen thưởng
- Huân chương Lao động hạng Nhì
- Huy hiệu 45 năm tuổi Đảng

Nguồn: